# Direzione regionale del lavoro
Per direzione regionale del lavoro, o anche DRL, si intendeva l'articolazione territoriale periferica su base regionale del Ministero del lavoro e delle politiche sociali della Repubblica Italiana.
Le DRL erano in numero di 18 e coordinavano le direzioni territoriali del lavoro, poste sotto la loro competenza. Non sono presenti direzioni regionali in Sicilia e Trentino-Alto Adige. Inoltre, nell'ambito provinciale in cui avevano sede, le direzioni regionali del lavoro esercitavano anche i compiti operativi propri della direzione territoriale del lavoro. Sono state soppresse con l'istituzione dell'Ispettorato nazionale del lavoro.

## Storia
Vennero create con l'emanazione del decreto del ministero del lavoro 7 novembre 1996, n. 687, con contestuale fusione di due precedenti separate strutture periferiche: l’Ufficio del Lavoro e della Massima Occupazione (URLMO) e l’Ispettorato Regionale del Lavoro. Il successivo d.lgs. 23 dicembre 1997, n. 469, emanato ai sensi della legge 15 marzo 1997, n. 59,  devolveva alle regioni in materia di lavcoro, conteneva disposizioni sulla riorganizzaiozne del personale e degli uffici del ministero. Dopo una ulteriore riorganizzazione e riforma delle predette Direzioni, il d.lgs. 14 settembre 2015, n. 149, le ha trasformate in ispettorati operanti a livello regionale dipendenti dall'ispettorato nazionale del lavoro.

## Struttura
Le DRL, così come le direzioni provinciali del lavoro, erano organizzate in 4 uffici generali:
- Ufficio gestione risorse e affari generali;
- Ufficio affari legali;
- Settore ispezione del lavoro;
- Settore politiche del lavoro.

Presso la DRL opera  inoltre il  Comitato regionale per i rapporti di lavoro, organo che decide i ricorsi gerarchici ex art. 17 del D.Lgs. 124/2004, in materia di «sussistenza o qualificazione dei rapporti di lavoro», in relazione agli «atti di accertamento e le ordinanze-ingiunzioni delle direzioni provinciali del lavoro e [...]i verbali di accertamento degli istituti previdenziali e assicurativi [...]» 
La competenza territoriale del comitato, secondo quanto disposto dal Ministero del lavoro e delle politiche sociali, va individuata «in base alla sede dell'ufficio di provenienza del provvedimento impugnato» rimanendo «esclusa l'utilizzabilità di ulteriori e diversi criteri quale, ad esempio, quello della sede legale dell'azienda ricorrente.».  In caso di errore da parte del ricorrente, «i ricorsi presentati presso un comitato regionale territorialmente non competente devono essere tempestivamente trasmessi al comitato competente individuato secondo i criteri citati e, in tal caso, i termini per la decisione di cui all'art. 17, comma 2, del decreto legislativo n. 124/2004 decorrono dal ricevimento del ricorso da parte del comitato tenuto a decidere» 

## Competenze
La Direzione regionale del lavoro si occupava di istruire le proposte di conferimento delle Stelle al merito del lavoro ai sensi della l. 5 febbraio 1992, n. 143. Inoltre, annualmente vengono svolti gli esami di Stato per l'abilitazione alla professione di consulente del lavoro, ai sensi della L. 12/1979. La DRL svolge da Segreteria della camera arbitrale stabile nonché svolge attività di promozione e informativa sulla disciplina lavoristica e previdenziale e gestisce convenzioni per lo svolgimento delle attività informative e di aggiornamento.
La DRL, in relazione ai ricorsi amministrativi, agisce quale organo gerarchico, in primis attraverso il comitato per i rapporti di lavoro, nonché per i ricorsi per il diniego alle autorizzazioni al lavoro per gli extracomunitari, per i ricorsi contro diffide accertative, per i ricorsi avverso ordinanze ingiunzione emesse dalle Direzioni provinciali del lavoro. 
In materia ispettiva effettua il coordinamento e supporto-operativo nella vigilanza in materia di sicurezza, igiene del lavoro e radiazioni ionizzanti, in materia di controllo impianti e macchine soggette alle direttive di mercato, programma e coordina la vigilanza congiunta con le Ferrovie dello Stato S.p.A. e le sue società collegate (Trenitalia S.p.A., Grandi Stazioni S.p.A. per il materiale rotabile, ecc.). Coordina le DTL per la vigilanza ordinaria; programma e coordina la vigilanza speciale, integrata con i funzionari di vigilanza di INPS, INAIL, i Servizi sulla sicurezza e infortuni sui luoghi di lavoro delle ASL, nonché sulle attività formative, coordinamento e supporto tecnico-operativo per collaudi e verifiche ascensori e montacarichi. 
In materia di politiche del Lavoro svolge le attività e coordinamento in materia di conciliazione delle vertenze individuali e plurime, per le controversie collettive di lavoro nelle materie di competenza, rilevazione dei fabbisogni per la determinazione dei flussi di immigrazione. Gestisce la quota regionale dei lavoratori extracomunitari, nonché concede il nulla osta per l'impiego dei lavoratori italiani all'estero, di cui alla L. 3 ottobre 1987, n. 398, di conversione del D.L. 31 luglio 1987, n. 317.  
Cura i rapporti con gli enti locali ed altri organismi per interventi sinergici sul mercato del lavoro, anche a supporto dell'amministrazione centrale del Ministero. In particolare, per quanto concerne a livello periferico le materia del mercato del lavoro e degli ammortizzatori sociali, della Cassa integrazione guadagni straordinaria (CIGS). Presso la DRL ha sede la Commissione d'esame per centralinisti non vedenti, nonché il relativo
Albo Regionale, ai sensi della L. 113/1985.  Dal 2001, non cura più la vigilanza sulle società cooperative passate, a seguito del D.Lgs. n. 220/2001, al Ministero dello Sviluppo Economico.
A seguito del DPR 7 aprile 2011, n. 144 queste le nuove competenze delle DRL, elencate all'art. 14:
1. programmazione e coordinamento delle attività operative;
2. programmazione economico finanziaria attraverso l'elaborazione dei piani attuativi di intervento;
3. gestione delle risorse finanziarie e strumentali;
4. gestione amministrativa delle risorse umane;
5. indirizzo uniformante, contribuendo alla definizione degli standard qualitativi dei processi di lavoro e dei livelli di servizio;
6. monitoraggio del livello di trasparenza ed imparzialità dell'azione istituzionale;
7. monitoraggio sull'attuazione delle politiche del lavoro e delle politiche sociali;
8. supporto nell'analisi del mercato del lavoro e nel monitoraggio degli indicatori di contesto;
9. coordinano, in particolare, l'attività di vigilanza in materia di lavoro e legislazione sociale ai sensi del D. Lgs. 23 aprile 2004, n. 124;
10. sviluppano i rapporti con il sistema delle regioni e degli enti locali ed altri organismi per la realizzazione di interventi sinergici sul mercato del lavoro, sulle politiche del lavoro ed in materia di salute e sicurezza sui luoghi di lavoro.

## Articolazione territoriale
L'ente era presente in tutte le Regioni, escluse la Sicilia ed il Trentino-Alto Adige, nelle quali le competenze sono riservate dai rispettivi Statuti alla regione. Nell'ambito provinciale in cui hanno sede, come predetto, le Direzioni Regionali del Lavoro esercitano anche i compiti operativi propri della Direzione Territoriale del Lavoro. 
La suddivisione degli uffici per competenza territoriale, prima del 2014, era articolata come segue:
- Direzione Regionale del Lavoro dell'Abruzzo, con sede a L'Aquila, competente per le seguenti DTL, Chieti, Pescara, Teramo;
- Direzione Regionale del Lavoro della Basilicata, con sede a Potenza, competente per le seguenti DTL, Potenza, Matera;
- Direzione Regionale del Lavoro della Calabria, con sede a Reggio Calabria, competente per le seguenti DTL, Catanzaro, Cosenza, Crotone, Vibo Valentia;
- Direzione Regionale del Lavoro della Campania, con sede a Napoli, competente per le seguenti DTL, Avellino, Benevento, Caserta, Salerno;
- Direzione Regionale del Lavoro dell'Emilia-Romagna, con sede a Bologna, competente per le seguenti DTL, Ferrara, Forlì, Modena, Parma, Piacenza, Ravenna, Reggio Emilia, Rimini;
- Direzione Regionale del Lavoro del Friuli-Venezia Giulia, con sede a Trieste, competente per le seguenti DTL, Gorizia, Pordenone, Udine;
- Direzione Regionale del Lavoro del Lazio, con sede a Roma, competente per le seguenti DTL, Frosinone, Latina, Rieti, Viterbo;
- Direzione Regionale del Lavoro della Liguria, con sede a Genova, competente per le seguenti DTL, Imperia, La Spezia, Savona;
- Direzione Regionale del Lavoro della Lombardia, con sede a Milano, competente per le seguenti DTL, Bergamo, Brescia, Como, Cremona, Lecco, Lodi, Mantova, Pavia, Sondrio, Varese;
- Direzione Regionale del Lavoro delle Marche, con sede ad Ancona, competente per le seguenti DTL, Ascoli Piceno, Macerata, Pesaro;
- Direzione Regionale del Lavoro del Molise, con sede a Campobasso, competente per le seguenti DTL, Isernia;
- Direzione Regionale del Lavoro del Piemonte, con sede a Torino, competente per le seguenti DTL, Alessandria, Asti, Biella, Cuneo, Novara, del Verbano-Cusio-Ossola avente sede ad Omegna (Verbania), Vercelli;
- Direzione Regionale del Lavoro della Puglia, con sede a Bari, competente per le seguenti DTL, Brindisi, Foggia, Lecce, Taranto;
- Direzione Regionale del Lavoro della Sardegna, con sede a Cagliari, competente per le seguenti DTL, Nuoro, Oristano, Sassari;
- Direzione Regionale del Lavoro della Toscana, con sede a Firenze, competente per le seguenti DTL,  Arezzo, Grosseto, Livorno, Lucca, DTL di Massa Carrara avente sede a Carrara, Pisa, Pistoia, Prato, Siena;
- Direzione Regionale del Lavoro dell'Umbria, con sede a Perugia, competente per le seguenti DTL, Terni;
- Direzione Regionale del Lavoro della Valle d'Aosta, con sede a Aosta che svolge anche le competenze della DTL;
- Direzione Regionale del Lavoro del Veneto, con sede a Venezia, competente per le seguenti DTL, Belluno, Padova, Rovigo, Treviso, Verona, Vicenza.

A seguito del D.P.C.M. 14 febbraio 2014, n. 121 le DRL sono state sostituite dalle DIL (Direzioni interregionali del lavoro):
1. DIL di Milano che svolge funzioni di coordinamento delle Direzioni territoriali del lavoro delle Regioni: Liguria, Lombardia, Piemonte e Valle D'Aosta;
2. DIL di Venezia che svolge funzioni di coordinamento delle Direzioni territoriali del lavoro delle Regioni: Emilia Romagna, Friuli Venezia Giulia, Marche e Veneto;
3. DIL di Roma che svolge funzioni di coordinamento delle Direzioni territoriali del lavoro delle Regioni: Abruzzo, Lazio, Sardegna, Toscana e Umbria;
4. DIL di Napoli che svolge funzioni di coordinamento delle Direzioni territoriali del lavoro delle Regioni: Basilicata, Campania, Calabria, Molise e Puglia.